# Henry Durnford
Henry Durnford (Eton in Groot-Brittannië, 4 mei 1852 – Santo Campo, General Güemes, departement van Salta, Argentinië, 13 juli 1878) was een Britse ornitholoog (vogelkundige) die in de jaren 1870 vogels verzamelde in Zuid-Amerika. Vooral het gebied in het noorden van Argentinië aan de grenzen van Bolivia en Paraguay had zijn belangstelling.

## Biografie
Henry Durnford werd geboren in Eton waar zijn vader docent was aan het Eton College. Hij studeerde ook aan dat college, maar was geen opvallend briljante leerling. Van jongs af aan had hij belangstelling voor dieren. Op 18-jarige leeftijd kwam hij in dienst van een handelshuis in Liverpool. In 1872 verschenen in het natuurhistorisch blad Zoologist al waarnemingen. In die periode ondernam hij excursies voor het doen van vogelwaarnemingen, samen met zijn jongere broer langs de kusten van Engeland. In 1874 bezocht hij de Noord-Friese Waddeneilanden en publiceerde daarover in het ornithologische vaktijdschrift Ibis.
In 1875 kreeg hij een baan in Buenos Aires (Argentinië). Naast zijn werk als employé van een handelshuis vond hij de gelegenheid om vogelkundig onderzoek te doen, balgen te verzamelen en daarover te publiceren. In 1876 werd hij gekozen als lid van de British Ornithologists' Union.  In 1877 beschreef hij een nieuwe vogelsoort, Durnfords dwergral (Porzana spiloptera).
In juli 1878, tijdens zijn onderzoek in het noorden van Argentinië overleed hij aan hartfalen.